# Gradska općina Kopar
Gradska općina Koper (slo.: Mestna občina Koper, it.: Comune Città di Capodistria) je općina u jugozapadnoj Sloveniji u pokrajini Primorskoj i statističkoj regiji Obalno-kraškoj. Središte općine je grad Kopar s 23.726 stanovnika. 

## Zemljopis
Općina Koper nalazi se na jugozapadu Slovenije na granici s Hrvatskom i jedna je od tri slovenske općine na obalama Jadranskoga mora. 

## Naselja u općini
Abitanti, Ankaran, Babiči, Barizoni, Belvedur, Bertoki, Bezovica, Bočaji, Bonini, Boršt, Bošamarin, Brezovica pri Gradinu, Brežec pri Podgorju, Brič, Butari, Cepki, Cerej, Dekani, Dilici, Dol pri Hrastovljah, Dvori, Čentur, Čežarji, Črni Kal, Črnotiče, Fijeroga, Gabrovica pri Črnem Kalu, Galantiči, Gažon, Glem, Gradin, Gračišče, Grinjan, Grintovec, Hrastovlje, Hrvatini, Jelarji, Kampel, Karli, Kastelec, Kolomban, Kopar, Koromači-Boškini, Kortine, Kozloviči, Koštabona, Krkavče, Krnica, Kubed, Labor, Loka, Lopar, Lukini, Manžan, Marezige, Maršiči, Močunigi, Montinjan, Movraž, Olika, Osp, Peraji, Pisari, Plavje, Pobegi, Podgorje, Podpeč, Poletiči, Pomjan, Popetre, Prade, Praproče, Predloka, Pregara, Premančan, Puče, Rakitovec, Rižana, Rožar, Sirči, Smokvica, Socerb, Sočerga, Sokoliči, Spodnje Škofije, Srgaši, Stepani, Šalara, Šeki, Škocjan, Šmarje, Sv. Anton, Tinjan, Topolovec, Trebeše, Triban, Trsek, Truške, Tuljaki, Vanganel, Zabavlje, Zanigrad, Zazid, Zgornje Škofije, Župančiči

## Vanjske poveznice
- Službena stranica općine